# Trofeo Ciudad de Zaragoza
El Trofeo Ciudad de Zaragoza es un torneo de fútbol de verano organizado por el Real Zaragoza con sede en la ciudad de Zaragoza, España. 
Se disputa, desde su creación en 1971, en el Estadio La Romareda. 
Tras el fallecimiento del exfutbolista Carlos Lapetra en 1995, el trofeo cambió su nombre en su honor, por lo que desde la edición de 1998, se disputó bajo el nombre Memorial Carlos Lapetra.

## Historia
La primera edición del Trofeo Ciudad de Zaragoza se disputó en mayo de 1971, aprobado con un presupuesto de 3 millones de pesetas que se esperaban obtener con la venta de las entradas. Los primeros participantes fueron Real Zaragoza, Anderlecht y Colonia que estrenó el palmarés. La iniciativa surgió del directivo y concejal de festejos, Antonio Mur, alentado por diversos sectores de la ciudad. 
Inicialmente se disputaba a finales de la temporada (en mayo), pero actualmente se disputa por inicios de agosto. 
En las primeras ediciones el Trofeo se disputaba en varios días y con cuatro equipos en lucha por el triunfo final, siendo uno de los torneos veraniegos más importantes. Así duraría hasta el año 1985 en que se empezó a disputar a partido único, exceptuando las ediciones de 1989, 1990 y 2010.

## Palmarés
| Año  | Campeón                  | Subcampeón                  | Res          | Tercero                      | Cuarto                |  |
| 1971 | 1 FC Köln                | RSC Anderlecht              | triangular   | Real Zaragoza                | -                     |  |
| 1972 | Hamburger SV             | SE Palmeiras                | triangular   | Real Zaragoza                | -                     |  |
| 1973 | Borussia Mönchengladbach | CSKA Sofia                  | triangular   | Real Zaragoza                | West Ham United       |  |
| 1974 | Real Zaragoza            | Eintracht Frankfurt         | 1-0          | Molenbeek Brussels Strombeek | Partizan Belgrado     |  |
| 1975 | Real Zaragoza            | Boca Juniors                | 2-0          | FK Vojvodina                 | Boavista F. C.        |  |
| 1976 | Real Zaragoza            | Górnik Zabrze               | 2-0          | OFK Belgrado                 | Olympiacos F. C.      |  |
| 1977 | CSKA Sofia               | Real Zaragoza               | 2-1          | Radnički Niš                 | R. C. D. Español      |  |
| 1978 | Real Zaragoza            | Club Nacional               | 2-1          | PFC Sliven                   | KF Trepça             |  |
| 1979 | Real Zaragoza            | NK Dinamo Zagreb            | 1-0          | Vasas SC                     | FK Sarajevo           |  |
| 1980 | R. C. D. Español         | Real Zaragoza               | 3-2          | Sporting de Portugal         | FK Partizan Belgrado  |  |
| 1981 | Real Zaragoza            | Nottingham Forest F. C.     | 1-1 (pen)    | Volán SC                     | C. A. Osasuna         |  |
| 1982 | Manchester United        | Real Zaragoza               | 5-3          | MTK Hungária FC              | Budapest Honvéd F. C. |  |
| 1983 | Real Zaragoza            | Club América                | 3-2          | Aston Villa FC               | Politehnica Timisoara |  |
| 1984 | Videoton F. C.           | C. D. Universidad Católica  | 3-1          | Real Zaragoza                | Defensor Sporting     |  |
| 1985 | F. C. Barcelona          | Real Zaragoza               | 2-0          | -                            | -                     |  |
| 1986 | Real Zaragoza            | 1 FCKöln                    | 1-1 (pen)    | -                            | -                     |  |
| 1987 | Real Zaragoza            | Selección de Checoslovaquia | 2-0          | -                            |                       |  |
| 1988 | C. A. Peñarol            | Real Zaragoza               | 0-0 (pen)    | -                            |                       |  |
| 1989 | Real Zaragoza            | C. A. Atlante               | 4-3          | C. D. Santiago Wanderers     | Selección de Aragón   |  |
| 1990 | F. C. Dinamo Moscú       | Real Zaragoza               | triangular   | Real Betis                   | -                     |  |
| 1991 | Real Zaragoza            | Dinamo Bucarest             | 4-1          | -                            |                       |  |
| 1992 | Real Zaragoza            | F. C. Barcelona             | 3-1          | -                            |                       |  |
| 1993 | C. R. Vasco da Gama      | Real Zaragoza               | 0-0 (pen.)   | -                            |                       |  |
| 1994 | Real Zaragoza            | CSKA Moscú                  | 2-1          | -                            |                       |  |
| 1995 | Real Zaragoza            | Club Nacional               | 3-0          | -                            |                       |  |
| 1996 | Real Zaragoza            | Hamburgo SV                 | 1-0          | -                            |                       |  |
| 1997 | S. S. Lazio              | Real Zaragoza               | 2-0          | -                            |                       |  |
| 1998 | Parma AC                 | Real Zaragoza               | 0-0 (pen)    | -                            |                       |  |
| 1999 | Real Zaragoza            | Feyenoord Róterdam          | 2-0          | -                            |                       |  |
| 2000 | Real Zaragoza            | Parma AC                    | 2-2 (pen)    | -                            |                       |  |
| 2001 | Real Zaragoza            | F. C. Twente                | 5-0          | -                            |                       |  |
| 2002 | Real Zaragoza            | Athletic Club               | 2-1          | -                            |                       |  |
| 2003 | Real Zaragoza            | A. C. Chievo Verona         | 1-0          | -                            |                       |  |
| 2004 | Atlético de Madrid       | Real Zaragoza               | 2-0          | -                            |                       |  |
| 2005 | Real Zaragoza            | Real Madrid C. F.           | 2-2 (pen.)   | -                            |                       |  |
| 2006 | Real Zaragoza            | A. S. Livorno               | 2-1          | -                            |                       |  |
| 2007 | Real Zaragoza            | Juventus F. C.              | 2-1          | -                            |                       |  |
| 2008 | Getafe C. F.             | Real Zaragoza               | 2-2 (pen.)   | -                            |                       |  |
| 2009 | S. S. Lazio              | Real Zaragoza               | 2-0          | -                            |                       |  |
| 2010 | S. D. Huesca             | Real Zaragoza               | triangular   | C. D. Teruel                 | -                     |  |
| 2011 | Real Zaragoza            | R. C. D. Español            | 1-1 (pen)    | -                            |                       |  |
| 2012 | Real Zaragoza            | R. C. D. Español            | 1-1 (pen.)   | -                            |                       |  |
| 2013 | Real Zaragoza            | Getafe C. F.                | 1-1 (pen.)   | -                            |                       |  |
| 2014 | Villarreal C. F.         | Real Zaragoza               | 2-1          | -                            |                       |  |
| 2015 | Real Zaragoza            | Real Sociedad               | 3-0          | -                            |                       |  |
| 2016 | Real Zaragoza            | S. D. Éibar                 | 2-2 (pen)    | -                            |                       |  |
| 2017 | S. D. Éibar              | Real Zaragoza               | 2-0          | -                            |                       |  |
| 2018 | Levante U. D.            | Real Zaragoza               | 1-1 (pen.)   | -                            |                       |  |
| 2019 | Real Zaragoza            | Deportivo Alavés            | 0-0 (pen.)   | -                            |                       |  |
| 2020 | No celebrado             | No celebrado                | No celebrado | -                            |                       |  |
| 2021 | Getafe C. F.             | Real Zaragoza               | 0-0 (pen.)   | -                            |                       |  |
| 2022 | Aplazado*                | Aplazado*                   | Aplazado*    | -                            |                       |  |
| 2023 | Millonarios F. C.        | Real Zaragoza               | 2-1          | -                            |                       |  |
| 2024 | No celebrado             | No celebrado                | No celebrado |                              |                       |  |
| 2025 | Real Zaragoza            | S. D. Huesca                | 1-1 (pen.)   | -                            |                       |  |

## Títulos por clubes
El Real Zaragoza, equipo organizador, es el claro dominador del torneo con 29 títulos. Además es el único equipo que ha repetido victoria junto con la Lazio y el Getafe. Sin embargo, no fue hasta la cuarta edición del torneo, en la que llegó su primer triunfo.
| Equipo                       | Títulos | Subtítulos | Años campeón |
| ---------------------------- | ------- | ---------- | --- |
| Real Zaragoza                | 30      | 16         | 1974, 1975, 1976, 1978, 1979, 1981, 1983, 1986, 1987, 1989, 1991, 1992, 1994, 1995, 1996, 1999, 2000, 2001, 2002, 2003, 2005, 2006, 2007, 2011, 2012, 2013, 2015, 2016, 2019, 2025. |
| Getafe C. F.                 | 2       | 1          | 2008, 2021. |
| S. S. Lazio                  | 2       | 0          | 1997, 2009. |
| R. C. D. Español             | 1       | 2          | 1980. |
| F. C. Köln                   | 1       | 1          | 1971. |
| Hamburger S.V.               | 1       | 1          | 1972. |
| P. F. C. CSKA Sofia          | 1       | 1          | 1977. |
| F. C. Barcelona              | 1       | 1          | 1985. |
| Parma F. C.                  | 1       | 1          | 1998. |
| S. D. Eibar                  | 1       | 1          | 2017. |
| S. D. Huesca                 | 1       | 1          | 2010. |
| VfL Borussia Mönchengladbach | 1       | 0          | 1973. |
| Manchester United F. C.      | 1       | 0          | 1982. |
| Videoton F. C.               | 1       | 0          | 1984. |
| C. A. Peñarol                | 1       | 0          | 1988. |
| F. C. Dinamo Moscú           | 1       | 0          | 1990. |
| C. R. Vasco da Gama          | 1       | 0          | 1993. |
| C. Atlético de Madrid        | 1       | 0          | 2004. |
| Villarreal C. F.             | 1       | 0          | 2014. |
| Levante UD                   | 1       | 0          | 2018. |
| Millonarios FC               | 1       | 0          | 2023. |

## Títulos por países
| País       | Títulos |
| ---------- | ------- |
| España     | 39      |
| Italia     | 3       |
| Alemania   | 3       |
| Bulgaria   | 1       |
| Inglaterra | 1       |
| Hungría    | 1       |
| Uruguay    | 1       |
| Rusia      | 1       |
| Brasil     | 1       |
| Colombia   | 1       |